# 马林·克拉斯特夫
马林·克拉斯特夫（1970年4月23日—），保加利亚男演员、导演。出生于保加利亚索非亚。马林·克拉斯特夫曾經出演過電影地獄醫院（2014）和彼得羅夫檔案（Petrov File，2015)。他还在电视连续剧《麦格纳奥拉》（Magna Aura）中扮演斯托奇（Storch）。